# Hibiscadelphus woodii
Hibiscadelphus woodii là một loài thực vật có hoa thuộc họ Malvaceae, là loài đặc hữu của Kauai, Hawaii. Nó là một cây nhỏ, với chiều cao 2,5–5 m (8,2–16,4 ft).